# Pavel Bartík
Pavel Bartík est un joueur slovaque de volley-ball né le 19 mars 1981 à Zvolen (district de Zvolen). Il mesure 2,04 m et joue attaquant après avoir commencé sa carrière comme central. Il est un ancien international slovaque.

## Clubs
| Club                 | De        | À         |
| -------------------- | --------- | --------- |
| Matador Púchov       | 2000-2001 | 2002-2003 |
| Terra Sarda Cagliari | 2003-2004 | 2003-2004 |
| Spacer's de Toulouse | 2004-2005 | 2007-2008 |
| Beauvais OUC         | 2008-2009 | 2012-2013 |
| Arago de Sète        | 2013-2014 | 2013-2014 |

## Palmarès
- Championnat de Slovaquie (2)
  - Vainqueur : 2002, 2003
- Coupe de France 
  - Finaliste : 2011